# エリザベス・ムーア
エリザベス・ムーア（Elisabeth Moore, 1876年3月5日 - 1959年1月22日）は、アメリカ・ニューヨーク市ブルックリン出身の女子テニス選手。19世紀の終わりから20世紀初頭の時期、全米選手権（現在の全米オープン）で女子部門の黎明期に活躍した選手のひとりである。ムーアは全米選手権の女子シングルスで4勝、女子ダブルス2勝、混合ダブルス2勝を挙げ、通算「8勝」を記録した。フルネームは Elisabeth Holmes Moore （エリザベス・ホームズ・ムーア）というが、愛称の「ベシー・ムーア」（Bessie Moore）の名前で呼ばれることも多かった。右利きの選手。

## 来歴
エリザベス・ムーアは1892年、16歳の時に全米選手権の女子シングルスと混合ダブルスの2部門で初めて決勝に進出した。最初期の時代は、男子シングルス・男子ダブルス・女子シングルス・女子ダブルス・混合ダブルスの5部門がそれぞれ個別の名称を持ち、大会会場も別々のテニスクラブで開かれていた。女子シングルスは1887年に「全米女子シングルス選手権」（U.S. Women's National Singles Championship）という名前で始まり、女子ダブルスは1889年から「全米女子ダブルス選手権」（U.S. Women's National Doubles Championship）、混合ダブルスは1892年から「全米混合ダブルス選手権」（U.S. Mixed Doubles Championship）という名称で公式競技に加えられた。ムーアは女子シングルスの第6回大会と、混合ダブルスの第1回大会で決勝に進んだが、この時はどちらも準優勝に終わった。初期の全米女子シングルス選手権では、1891年から決勝戦が最大5セット・マッチで行われるようになり、ムーアは初めての決勝戦でマーベル・カーヒル（アイルランド）に 7-5, 3-6, 4-6, 6-4, 2-6 の5セット・マッチで敗れた。16歳6ヶ月での女子シングルス決勝進出は、1978年の全米オープンでパム・シュライバーが「16歳2ヶ月」で準優勝するまで、86年間全米女子の最年少決勝進出記録であった。
それから4年後の1896年、エリザベス・ムーアは20歳で女子シングルス・女子ダブルスの2部門に初優勝を飾った。女子シングルス決勝ではジュリエット・アトキンソン（1873年 - 1944年）を 6-4, 4-6, 6-2, 6-2 の5セット・マッチで下し、女子ダブルスではそのアトキンソンとペアを組んで優勝している。1897年の女子シングルス決勝は、2年連続でムーアとアトキンソンの対決になったが、今度はアトキンソンが 6-3, 6-3, 4-6, 3-6, 6-3 でムーアに雪辱した。1901年、ムーアは女子シングルス決勝でマートル・マカティアーを 6-4, 3-6, 7-5, 2-6, 6-2 の5セット・マッチで破り、4年ぶり2度目の女子シングルス優勝を飾った。しかし、この後全米テニス協会の運営委員たちの間で「女子選手に最大5セット・マッチはきつすぎるのではないか」という危惧の声が出るようになり、1901年を最後に女子シングルス・女子ダブルス・混合ダブルスの3部門から「最大5セット・マッチ」が廃止された。1902年以後は最大3セット・マッチで行われるようになり、現在に至っている。ムーアがプレーした最初期の全米選手権は、このような大会運営ルールの変更も多かった。
女子競技がすべて最大3セット・マッチに落ち着いた後、1903年にムーアは自身2度目の女子シングルス・女子ダブルス2部門制覇を達成した。1904年、ムーアは女子シングルス・女子ダブルス・混合ダブルスの3部門すべてに決勝進出を決めたが、3部門ともメイ・サットン（1886年 - 1975年）と決勝対決をした。ムーアが当時18歳のサットンに勝ったのは、ウィリー・グラントとペアを組んだ混合ダブルスのみで、女子シングルスと女子ダブルスではサットンに敗れてしまう。1905年は女子シングルスと混合ダブルスの2部門で決勝に進み、女子シングルス決勝ではヘレン・ホーマンズを 6-4, 5-7, 6-1 で破り、ここで最後の全米選手権タイトルを獲得した。最後の混合ダブルス決勝では、ムーアはエドワード・デューハーストとペアを組んだが、クラレンス・ホバート＆オーガスタ・シュルツ（この2人は結婚した夫婦）の組に 2-6, 4-6 で敗れた。こうしてエリザベス・ムーアは、黎明期の全米選手権に大きな足跡を残した。
全米選手権を退いてから半世紀後、エリザベス・ムーアは1959年1月22日にフロリダ州スタークで82歳の生涯を閉じた。1971年に国際テニス殿堂入りを果たしている。

## 全米選手権の成績
- 女子シングルス：4勝（1896年・1901年・1903年・1905年）　［準優勝4度：1892年・1897年・1902年・1904年］
- 女子ダブルス：2勝（1896年・1903年）　［準優勝3度：1895年・1901年・1904年］
- 混合ダブルス：2勝（1902年・1904年）　［準優勝2度：1892年・1905年］